# Jans Boelens

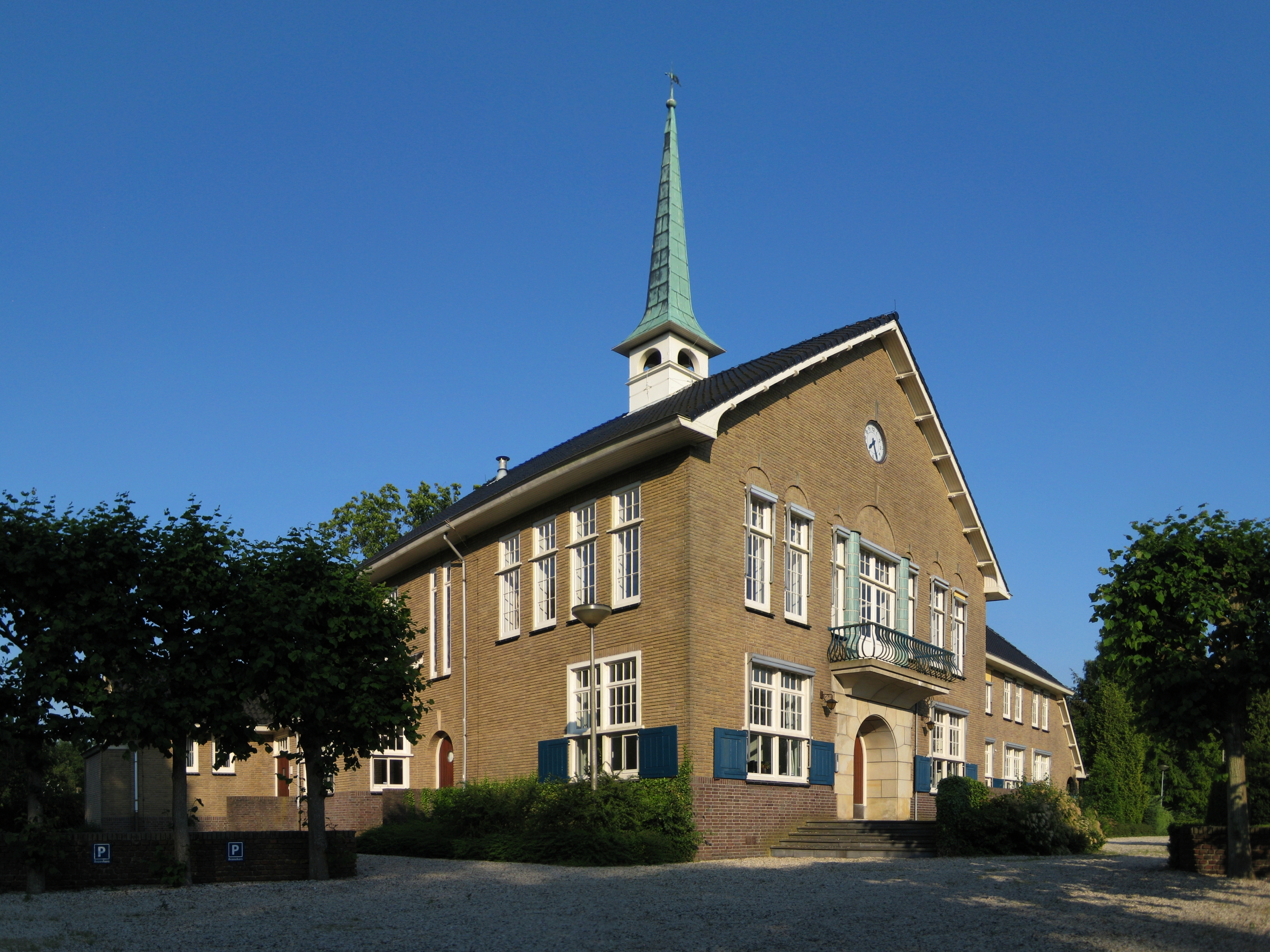
Het in 1939 voltooide voormalige gemeentehuis van Eelde in Paterswolde in 2010. Het gebouw is een rijksmonument.

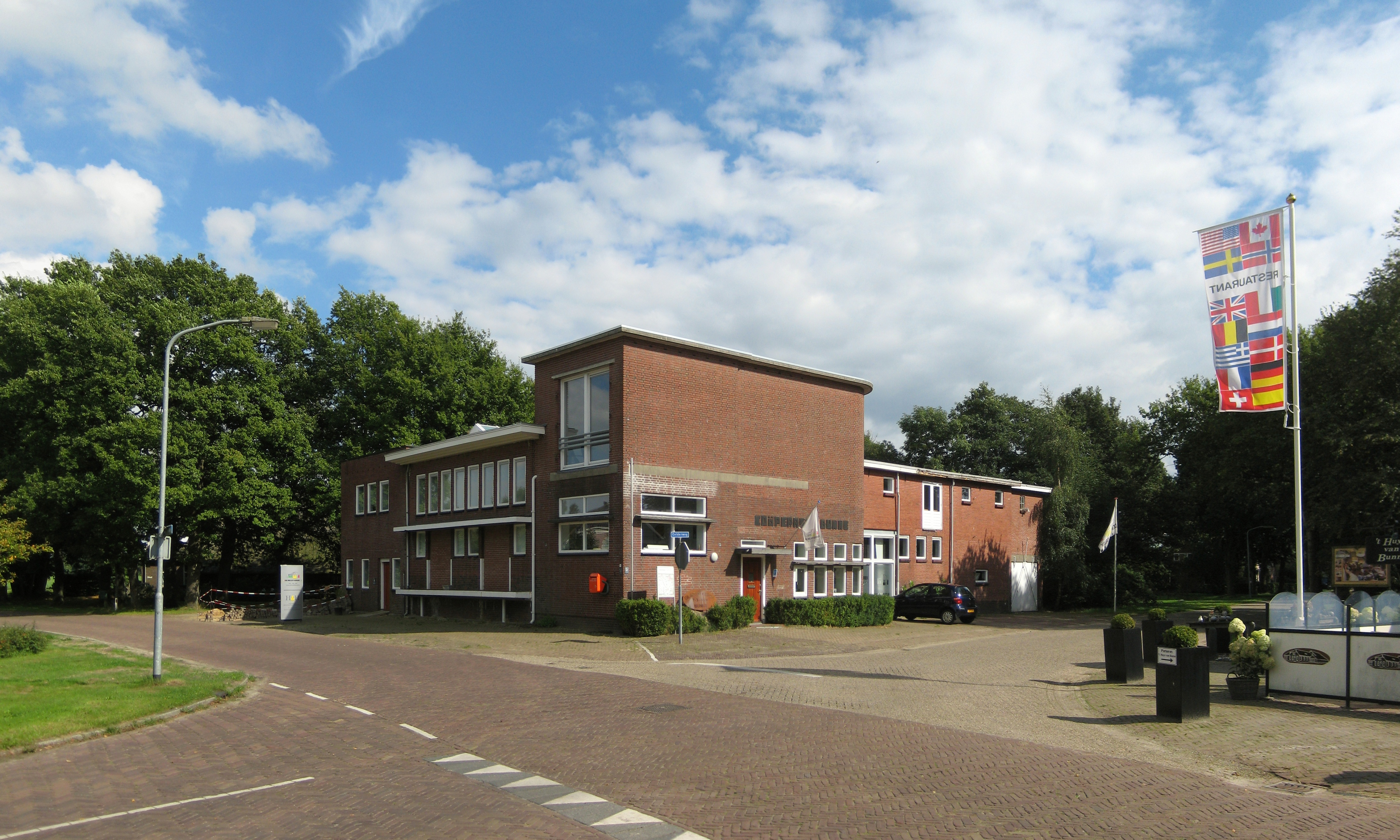
De in 1936 gebouwde voormalige zuivelfabriek van Bunne in 2013

Jans Boelens (Loon, 17 november 1891 - Groningen, 13 februari 1965), meestal aangeduid als J. Boelens Kzn., was een Nederlandse architect.

## Leven en werk
Boelens werd in 1891 geboren in het nabij Assen gelegen dorp Loon. Hij was een zoon van de landbouwer Klaas Boelens en Annechien Weersing. Boelens was de oprichter van het architectenbureau Boelens in Assen en specialiseerde zich in de restauratie van kerken. Zo restaureerde hij in de jaren twintig van de 20e eeuw de Sint-Nicolaaskerk van Dwingeloo. In de jaren dertig restaureerde hij de Stefanuskerk van Beilen en, samen met zijn collega H. van der Kloot Meijburg, de Jozefkerk in Assen. In de jaren veertig werd de Magnuskerk van Anloo door hem gerestaureerd en in de jaren vijftig de Sint-Pancratiuskerk van Diever. In dezelfde periode ontwierp hij ook het nieuwe gemeentehuis van Diever in een traditionalistische stijl. Hij restaureerde niet alleen kerken maar bouwde ook nieuwe kerken, zoals de in een zakelijk-expressionistische stijl gebouwde zaalkerk van Echten.
Daarnaast ontwierp hij ook andere bouwwerken als gemeentehuizen, boerderijen en fabrieken. In 1927 ontwierp hij het gemeentehuis van Westerbork in een aan de Delftse School verwante bouwstijl en in 1938/1939, samen met de gemeentearchitect van Eelde Hendrik Hofstee, in dezelfde stijl het gemeentehuis van Eelde te Paterswolde. In 1936 ontwierp hij het fabrieksgebouw van de zuivelcoöperatie Bunne. In 1939 werd begonnen met de bouw van de Lagere Landbouwschool in Westerbork, die in mei 1940 in gebruik werd genomen. In dezelfde periode werd de ernaast gelegen woning voor het hoofd van de school gebouwd (tegenwoordig de Molenberg). Beide karakteristieke gebouwen staan er nog en worden bewoond. In 1956 ontwierp hij de kantine voor de fabriek van DOMO te Beilen. Na de oorlog werd Boelens benoemd tot lid van de Provinciale Commissie voor oorlogs- of vredesgedenktekens, die de minister van Onderwijs, Kunsten en Wetenschappen adviseerde over de plaatsing van oorlogsmonumenten.
De door Boelens ontworpen boerderij aan de Wezuperweg in Orvelte werd erkend als rijksmonument. Meerdere van de door Boelens ontworpen bouwwerken zijn erkend als provinciaal monument. Zo werden 't Aole Buurthuus in Emmer-Compascuum, de hervormde kerk in Schoonebeek, de wederopbouwboerderij Seubring in Hijken, het gemeentehuis van Diever met brandweergarage en een samen met Hendrik Hofstee ontworpen villa aan de Hoofdweg te Paterswolde op de provinciale monumentenlijst van Drenthe geplaatst.
Boelens overleed op 13 februari 1965 in Groningen op 74-jarige leeftijd. Hij was officier in de Orde van Oranje-Nassau.